# Giuseppe Lisciani
Giuseppe Lisciani (Notaresco, 2 novembre 1940 – Mosciano Sant'Angelo, 14 gennaio 2022) è stato un editore, scrittore e pedagogista italiano, ideatore anche di giochi educativi per bambini.

## Biografia
Svolse, per alcuni anni, attività di insegnamento nelle scuole elementari. Laureatosi in pedagogia all'Università dell'Aquila, passò ad insegnare storia, filosofia, pedagogia e psicologia nei licei scientifici e negli istituti magistrali.
Dal 1967 fino ai primi anni ottanta, fu, presso l'Università La Sapienza di Roma, ricercatore e assistente alla cattedra di pedagogia del professor Mauro Laeng, con il quale svolse ricerche pedagogiche d'avanguardia: al gruppo di Laeng si deve, in massima parte, l'introduzione della istruzione programmata in Italia. Durante lo stesso periodo insegnò per un anno accademico presso la Scuola Superiore per Educatori di Comunità, annessa alla stessa Università. In quegli anni Giuseppe Lisciani sviluppò una intensa collaborazione con l'editore Armando di Roma, per il quale tradusse diverse novità di argomento pedagogico e didattico dall'inglese e dal francese.
Nel 1969 pubblicò, per iniziativa del Centro Internazionale Opere Magistrali, gli Scritti pedagogici di Melchiorre Delfico, filosofo positivista teramano operante a Napoli tra seconda metà del Settecento e primi decenni dell'Ottocento: la pubblicazione portò alla luce numerosi inediti, tra cui un prezioso studio sui sistemi educativi dell'Europa di quel tempo.
Agli inizi degli anni Settanta, fondò la casa editrice EIT, con la quale cominciò a pubblicare e dirigere la collana di pedagogia e didattica Educazione Nuova, suddivisa in Teoria e Strumenti, a cui collaborarono i maggiori nomi della pedagogia italiana e internazionale. Questa collana contribuì in modo decisivo a introdurre in Italia il concetto e la pratica dell'obiettivo didattico espresso in termini di comportamento. Nel 1975 fu insignito della medaglia al merito educativo del presidente della Repubblica Italiana Giovanni Leone. Nel 1980 per iniziativa di Giuseppe Lisciani e con la direzione del critico letterario Renato Minore, uscì la collana “C'era non c'era” composta da racconti per ragazzi della scuola elementare narrati da scrittori italiani famosi che non avevano mai, o raramente, scritto per ragazzi, come Alberto Moravia, Giulio Andreotti, Cesare Zavattini, Tiziano Sclavi e molti altri nomi noti del panorama culturale e letterario italiano. Fu un episodio importante nella storia della letteratura italiana per l'infanzia, di cui si occuparono, al tempo, giornali e TV.
Nel corso degli anni Settanta e Ottanta, Giuseppe Lisciani collaborò con diverse riviste pedagogiche, tra cui I problemi della pedagogia, Università di Roma La Sapienza; Scuola e città, La Nuova Italia, Firenze; Scuola di base, Centro Didattico Nazionale per la scuola elementare, Roma. Agli inizi degli anni Ottanta, diventò responsabile editoriale del Gruppo Giunti per la scuola primaria e la scuola dell'infanzia, assumendo anche la direzione della rivista quindicinale La vita scolastica. Mantenne l'incarico per circa un decennio.
Nel 1989 fondò l'azienda Liscianigiochi, (in seguito Gruppo Lisciani), di cui fu presidente del  consiglio di amministrazione. Creatore del personaggio per bambini Carotina Super Bip e ideatore del cartone animato omonimo, narratore della storia d'amore tra il pinguino e la gallina, adottò il motto "Sempre dalla parte dei bambini" e inventò giochi educativi (anche hi-tech) per il loro sviluppo.
Morì nel gennaio 2022 a 81 anni. Un anno più tardi è stata fondata dalla figlia Alessandra, l'associazione "No profit per la scuola. L'obiettivo è di raccogliere e rinnovare l'eredità culturale di Giuseppe Lisciani.

## Opere
- Pedagogia della contestazione, Armando, Roma, 1971
- La scuola del futuro,  EIT, Teramo, 1971
- Ragione e Pedagogia. Teoria dei sistemi e decisioni umane nella tecnologia dell'educazione, Armando, Roma, 1973
- Appendice all'edizione italiana (assieme a Salvatore Valitutti), in Processo agli studenti di J. A. Califano Jr., Armando, Roma, 1973
- «Che cos'è la tecnologia dell'educazione» in Educazione infantile e cultura, a cura di G. Lisciani, Armando, Roma, 1974
- Lemmario di istruzione programmata in Lessico delle scienze dell'educazione diretto da Luigi Volpicelli, Vallardi, Milano, 1978
- Animali parlanti. Libri didattici sul comportamento animale, 8 voll., Lisciani & Zampetti, Teramo, 1979
- «L'attuale momento pedagogico e il Q.I.C.» in Il quotidiano in classe, a cura di Nicola D'Amico e Luciana Della Seta, Gruppo di studio Q.I.C. Corriere della Sera, Zanichelli, Bologna 1980
- Questo matrimonio non s'ha da fare, Giunti Ragazzi Universale, Firenze, 1996
- Chi trova un amico..., Giunti scuola, Firenze, 1999
- Il pinguino e la gallina, Gallucci, Roma, 2011 (seconda ed. 2014 con il titolo Le notevoli avventure di un pinguino, una gallina e un piccione impiccione)
- La filastrocca non si tocca, Gallucci, Roma, 2013

| Controllo di autorità | VIAF (EN) 264910902 · ISNI (EN) 0000 0003 8233 3361 · SBN RAVV043487 · LCCN (EN) n2011035220 · GND (DE) 1026976952 |